# Seznam sochařských děl v Prachaticích
Seznam soch v Prachaticích obsahuje seznam sochy nacházejících se na území Prachatic.

| Název                                 | Autor                           | Rok výroby         | Foto | Galerie                                                                                        | Materiál                                | Souřadnice                      | Poznámka |
| ------------------------------------- | ------------------------------- | ------------------ | ---- | ---------------------------------------------------------------------------------------------- | --------------------------------------- | ------------------------------- | --- |
| Spravedlnost                          |                                 |                    |      |                                                                                                | žula                                    | 49°0′46″ s. š., 13°59′52″ v. d. | Replika sochy Spravedlnost, která je umístěna v Nové radnici. |
| Spravedlnost                          |                                 | 1583               |      |                                                                                                |                                         |                                 | Do roku 1903 na kašna na Velkém náměstí v Prachaticích. |
| Josef II.                             |                                 |                    |      |                                                                                                |                                         |                                 | 1903–1918 na kašně na Velkém náměstí |
|                                       |                                 |                    |      | Kategorie „Sculpture at Prachatice bus station“ na Wikimedia Commons                           | kov                                     | 49°0′50″ s. š., 14°0′17″ v. d.  | |
| Multiplexní znak 72/II                | Otto Herbert Hajek              | 1972               |      | Kategorie „Multiplexní znak 72/II“ na Wikimedia Commons                                        | ocel, barva                             | 49°0′51″ s. š., 13°59′53″ v. d. | |
| Člověk – Ein Mensch                   | Otto Herbert Hajek              |                    |      | Kategorie „Ein Mensch“ na Wikimedia Commons                                                    |                                         | 49°0′47″ s. š., 14° v. d.       | Věnována obětem totalitních režimů. Název sochy se v literatuře rozchází, někde nazvána pouze německy, jinde česky, často s dovědkem. |
| Sluneční hodiny                       | Zdeněk Šimek                    | 1971, nebo 1972    |      | Kategorie „Sundial (Prachatice)“ na Wikimedia Commons                                          | (zbuzanský) mramor, (vračanský) vápenec | 49°0′49″ s. š., 14°0′1″ v. d.   | |
|                                       | Bohumil Dobiáš ml.              | asi 1972/3 (?)     |      |                                                                                                |                                         | 49°0′52″ s. š., 13°59′56″ v. d. | Z horní části orientované na východ byl odstraněn motiv srpu a kladiva. Viz detail na obrázku commons:file:Prachatice, socha (015).jpg. Z odkazovaného zdroje vyplývá, že socha v místě stála již v roce 1973, ale ne v roce 1972, kdy probíhala výstavba soudu a SNB za ním. Je tedy pravděpodobné, že vznikla v roce 1972, nebo 1973. Podobné dílo se nachází v Bechyni.                      |
| Racek (?)                             |                                 | 1974 (?)           |      | Kategorie „Racek (Prachatice)“ na Wikimedia Commons                                            | ocel, kámen, beton                      | 49°0′39″ s. š., 13°59′41″ v. d. | Plastika pochází ze 70., nebo 80. let 20. století. Jedná se o ztvárnění neutrální biologické formy. Místními je přezdívána jako Racek, Vodní pták, nebo Pták. Je usazena do fontány s šumavskými kameny, která byla dříve plná vody. Původně byla černá, potom kolem roku 2005 ji děti ze základní školy pomalovaly modrými pruhy v různých odstínech a v roce 2015 došlo k přetření na modrou. |
| Kličící dívka s holubicí (?)          | pravděpodobně Jan Fišar         | 70. léta 20. stol. |      | Kategorie „Klečící dívka s holubicí“ na Wikimedia Commons                                      | (prachatický) diorit                    | 49°0′47″ s. š., 49°0′47″ v. d.  | |
| Svatý Jan Nepomuk Neumann             |                                 | asi 2003           |      | Kategorie „Saint John Nepomuk Neumann“ na Wikimedia Commons                                    |                                         | 49°0′49″ s. š., 13°59′46″ v. d. | Vyrobeno v Itálii. |
| Svatý Jan Nepomucký                   |                                 |                    |      |                                                                                                |                                         | 49°0′50″ s. š., 13°59′59″ v. d. | |
| (jehlan)                              |                                 | 1803               |      | Kategorie „Pyramid (Prachatice)“ na Wikimedia Commons                                          | (prachatický) diorit                    | 49°0′59″ s. š., 14° v. d.       | Obelisku řeznického mistra Lenharta Stiasneho. |
|                                       |                                 |                    |      |                                                                                                |                                         | 49°0′52″ s. š., 13°59′52″ v. d. | |
| Městské znamení                       | Otto Herbert Hajek              | 1990               |      | Kategorie „Znamení města“ na Wikimedia Commons                                                 | kov                                     | 49°0′36″ s. š., 13°59′48″ v. d. | |
| Pamětní deska Otakara Ševčíka         |                                 |                    |      |                                                                                                | bronz, žula                             | 49°0′48″ s. š., 13°59′52″ v. d. | Otokar Ševčík byl hudebník, který v letech 1903–1906 vedl letní houslové kurzy v Kandlově mlýně. |
|                                       | Miroslav Raboch, Miroslav Houra |                    |      | Kategorie „Reliefs at Libín shopping center“ na Wikimedia Commons                              |                                         | 49°0′52″ s. š., 14°0′2″ v. d.   | |
|                                       | Miroslav Raboch, Miroslav Houra |                    |      | Kategorie „Reliefs at Libín shopping center“ na Wikimedia Commons                              |                                         | 49°0′51″ s. š., 14° v. d.       | |
|                                       |                                 |                    |      | Kategorie „Sochy u Domova mládeže v Prachaticích“ na Wikimedia Commons                         |                                         | 49°0′21″ s. š., 13°59′38″ v. d. | |
|                                       |                                 |                    |      | Kategorie „Flowerpot from crossroads of Slámova and Pod Hradbami Streets“ na Wikimedia Commons |                                         | 49°0′45″ s. š., 14°0′8″ v. d.   | Sériový designovaný květináč, který se vyráběl z železobetonu před rokem 1989. |
|                                       |                                 |                    |      | Kategorie „Sculpture by Prachatice Hospital“ na Wikimedia Commons                              |                                         | 49°0′26″ s. š., 14°0′39″ v. d.  | |
|                                       | ? Kotisa, ? Ševčík              | 1990               |      | Kategorie „Plastic art at VD Otava“ na Wikimedia Commons                                       |                                         | 49°0′32″ s. š., 13°59′46″ v. d. | |
|                                       |                                 |                    |      |                                                                                                |                                         | 49°1′10″ s. š., 13°59′51″ v. d. | Zřejmě nedochované sousoší, které stávalo na náměstí Prátelství. Z původního sousoší se zachovaly dvě sevřené dlaně, které se v místě stále nacházejí a jsou součástí instalace volně ležících kamenů v místě původního sousoší. |
| Pomník Klementa Gottwalda             | Josef Adámek                    | 1981               |      |                                                                                                | bronz                                   |                                 | Architektonické zpracování Rudolf Hadrava. V roce 1990 byla socha odstraněna a roztavena. |
| Památník Osvobození Sovětskou armádou |                                 | 1975               |      |                                                                                                |                                         |                                 | V roce 2008 odstraněno. |
|                                       | Olbram Zoubek, Ivo Loos         |                    |      |                                                                                                |                                         |                                 | Původně umístěna na Velkém náměstí před Národním domem. V roce 2000 přemístěna na Malé náměstí. |